# میچ رائوز
میچ روس (انگلیسی: Mitch Rouse؛ زادهٔ ۶ اوت ۱۹۶۴) یک هنرپیشه اهل ایالات متحده آمریکا است.
او در فیلم رودی بازی کرده‌است.